# Jesús Galván Muñoz
Jesús Galván Muñoz (Lagos de Moreno, Jalisco, 17 de abril de 1955) es un político mexicano, miembro del Partido Acción Nacional, ha sido Senador por el Distrito Federal de 2000 a 2006.
Jesús Galván Muñoz es abogado egresado de la Universidad Nacional Autónoma de México, ha ocupado diversos cargos en la estructura del PAN, tanto nacional como en el D.F., ha ocupado los cargos de diputado a la Asamblea Legislativa del Distrito Federal, diputado federal y senador.
En 2006 fue precandidato de su partido a jefe de Gobierno del Distrito Federal, pero quién obtuvo la candidatura fue el expriísta y experredista Demetrio Sodi de la Tijera. Actualmente ocupa el cargo de director general de la Empresa de Participación Estatal Mayoritaria del Gobierno Federal, "LICONSA" S.A. de C.V.
- Datos: Q5930139